# León e Olvido
León e Olvido és una pel·lícula espanyola del 2004 produïda a Galícia, dirigida per Xavier Bermúdez i protagonitzada per Marta Larralde i per Guillem Jiménez, primer actor amb síndrome de Down protagonista en una pel·lícula espanyola.

## Argument
León (Guillem Jiménez) i Olvido (Marta Larralde) són dos germans bessós orfes. León té síndrome de Down i contínuament és expulsat dels centres especials on l'internen.
La pel·lícula comença quan León comença a viure amb el seu germana Olvido. Poc després apareix al es seves vides Damián, que provocarà friccions entre ells.

## Repartiment
- Marta Larralde com Olvido
- Guillem Jiménez com León
- Gary Piquer com Damián
- Mighello Blanco com Iván
- Jaime Vázquez com Jonathan
- Rebeca Montero com Raquel
- Nerea Barros com Rapaza da tenda
- Laura Ponte com Laura
- Pilar Pereira com Dona Dorita
- Estíbaliz Veiga

## Premis
- Premi especial del Jurat al Festival de Màlaga (2004).[3]
- 39è Festival Internacional de Cinema de Karlovy Vary: millor director (Xavier Bermúdez) i millor actriu (Marta Larralde) (2004)[4]
- Festival de Cinema d'Espanya de Tolosa de Llenguadoc: millor guió i millor actriu (Marta Larralde)[5]
- 4a edició dels Premis Mestre Mateo: millor pel·lícula i millor actriu.[6]